# Если Люси упадёт
«Если Люси упадёт» (англ. If Lucy Fell) — американская романтическая комедия 1996 года с Сарой Джессикой Паркер в главной роли.

## Сюжет
Джо и Люси живут вместе в маленькой квартире на Манхэттене. Люси скоро исполняется тридцать, но в её жизни так и не было настоящей любви. Джо, напротив, влюблён в живущую рядом Джейн. Люси решает заключить с Джо смертельный договор, прямо как во времена учёбы. Если они оба не найдут настоящую любовь к юбилею Люси, они спрыгнут с Бруклинского моста.

## В ролях
- Сара Джессика Паркер — Люси Акерман
- Эрик Шеффер — Джо
- Бен Стиллер — Бвик Элиас
- Эль Макферсон — Джейн
- Джеймс Ребхорн — Саймон Акерман
- Дэвид Торнтон — Тед
- Билл Сейдж — Дик
- Доминик Кьянезе — Эл
- Скарлетт Йоханссон — Эмили
- Майкл Стормс — Сэм
- Джейсон Майерс — Билли
- Эмили Харт — Эдди

## Интересные факты
- Съемки фильма проводились с февраля по март 1995 года в Нью-Йорке, в том числе на Бруклинском мосту
- Слоган картины — «A comedy for the romantically challenged»
- При просмотре фильма детям до 17 лет, обязательно присутствие родителей
- Для Эмили Харт, исполнившей роль Эдди, фильм стал дебютным